# Mihal Prifti
Mihal Prifti (* 1918 in Lunxhëri, Kreis Gjirokastra; † 16. März 1986) war ein albanischer Politiker der Partei der Arbeit Albaniens.

## Leben
Prifti beteiligte sich während des Zweiten Weltkrieges von 1942 bis 1944 am kommunistischen antifaschistischen Unabhängigkeitskrieg und war zunächst Politkommissar der 1. Brigade und danach der 2. Division. Im März 1945 war er Wissenschaftlicher Sekretär des Ministerrates.
Nach der Gründung der Volksrepublik Albanien wurde er im April 1947 zum Gesandten in der Sowjetunion ernannt  und wurde als solcher vom Außenminister der UdSSR, Wjatscheslaw Molotow, am 27. April 1947 empfangen, ehe er dem Präsidenten der Sowjetunion, Nikolai Schwernik, sein Beglaubigungsschreiben am 1. Mai 1947 übergab. Bereits im Juni 1947 sah er sich den aufkommenden Spannungen zwischen Jugoslawien und Albanien ausgesetzt wegen des Besuchs einer albanischen Kulturdelegation in der UdSSR und dabei geschlossenen Abkommen.
Darüber hinaus war er sowohl im Juli 1947 Mitglied einer aus Ministerpräsident Enver Hoxha, Vize-Ministerpräsident und Innenminister Koçi Xoxe sowie Justizminister Manol Konomi bestehenden Delegation bei einem Besuch bei Außenminister Molotow, als auch im März 1949 bei einem Empfang von Hoxha und Vize-Ministerpräsident Spiro Koleka durch Molotows Nachfolger als Außenminister der UdSSR, Andrei Wyschinski.
1950 wurde er erstmals zum Abgeordneten der Volksversammlung (Kuvendi Popullor) gewählt und gehörte dieser in der zweiten Wahlperiode bis 1954 an. Während dieser Zeit war er von März 1951 bis April 1954 als Nachfolger des abgesetzten Teodor Heba auch Vorsitzender der Volksversammlung und somit Parlamentspräsident.
Im Anschluss war er Leiter der Abteilung für Außenpolitik des ZK der PPSh und behielt diese Funktion bis zum 1. Dezember 1959. Des Weiteren war er auch Kandidat des Zentralkomitees (ZK) der PPSh.
Zwischen 1958 und 1962 war er während der vierten Legislaturperiode erneut Abgeordneter der Volksversammlung und vertrat dort den Kreis Fier. Anfang der 1960er Jahre war er erneut Botschafter in der Sowjetunion.